# Trąba (instrument muzyczny)
Trąba – instrument muzyczny z grupy dętych.
Terminem „trąba”, zamiennie z określeniami „róg” i „tuba”, w polskiej literaturze muzycznej określa się instrumenty dęte ustnikowe o długim, wąskim i nieznacznie stożkowym profilu, które na ogół nie mają otworów bocznych ani innych przyrządow pozwalających regulować długość czynną piszczałki (np. wentyli lub krąglików). Trąby mogą mieć różny kształt – od całkowicie prostego, przez zagięty, po zawinięty. Przykładowymi trąbami są trąby fanfarowe zwane egipskimi wykorzystane w instrumentarium Aidy Verdiego, chińska trąba tongqin, trąby z kości słoniowych i rogów antylopy używane m.in. przez szczepy Batwa, używane przez Inków i zachowane do współczesności trąby Waqra Phuku, trąby z muszli wykorzystywane przez ludy Ameryki Środkowej i Oceanii, hebrajska hasosra, róg alpejski wykorzystywany m.in. do zagrywania melodii pieśni Kuhreihen, tybetańska trąba obrzędowa z brązu lapa, kurpiowska ligawka, pomorska bazuna i podhalańska trombita, starożytna trąba lur, oraz rzymska trąba sygnałowa cornu

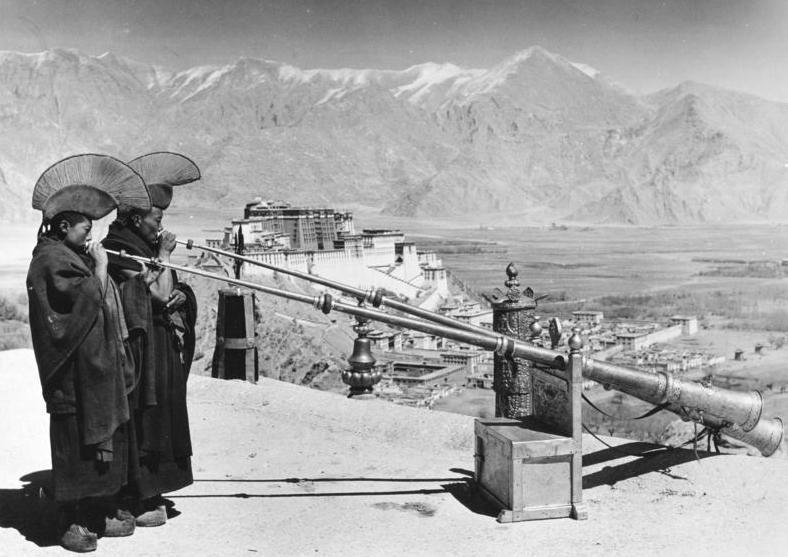
Muzycy grający na tybetańskich trąbach sygnałowych
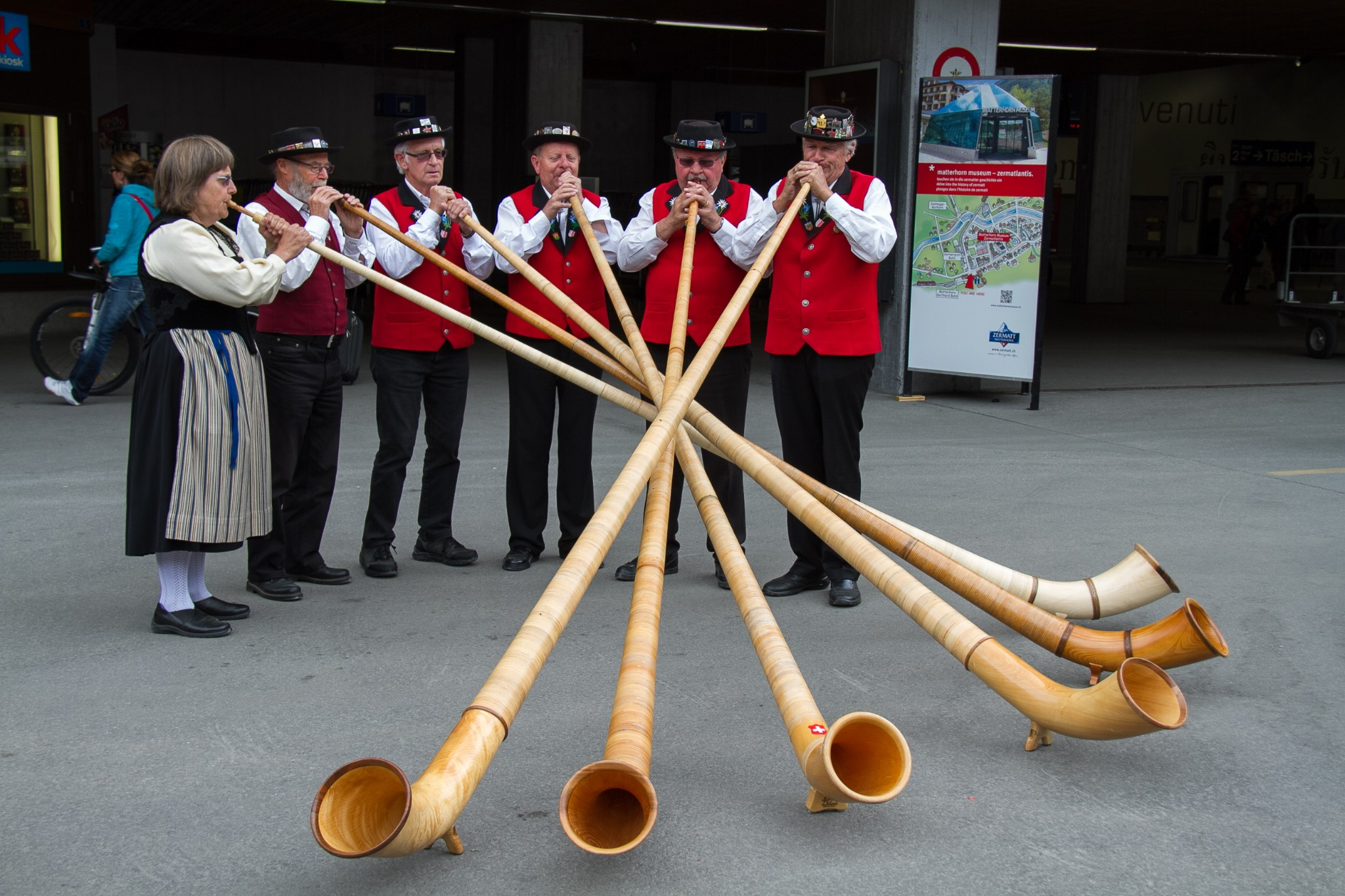
Grupa muzyków dmących w trąby pasterskie
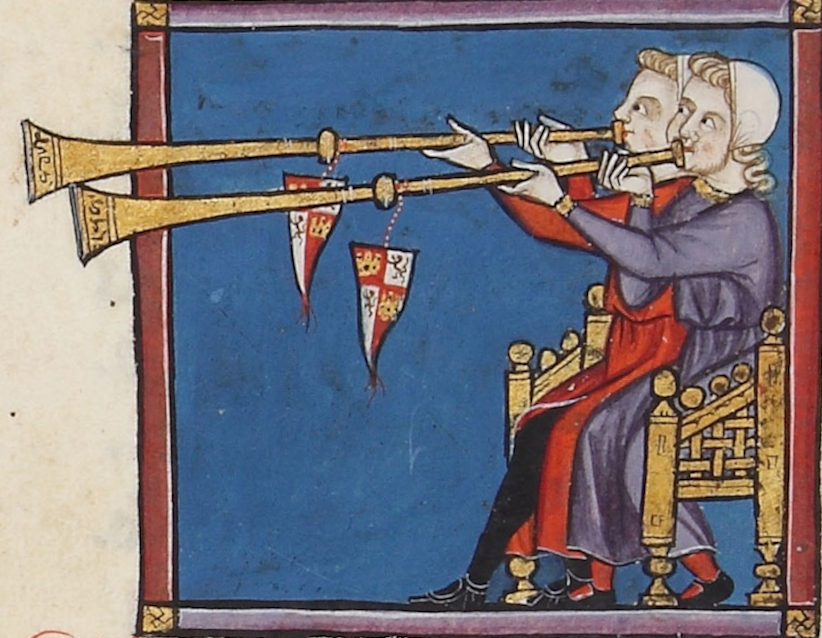
Sygnaliści dmący w fanfary